# Kent Andersson (Rennfahrer)

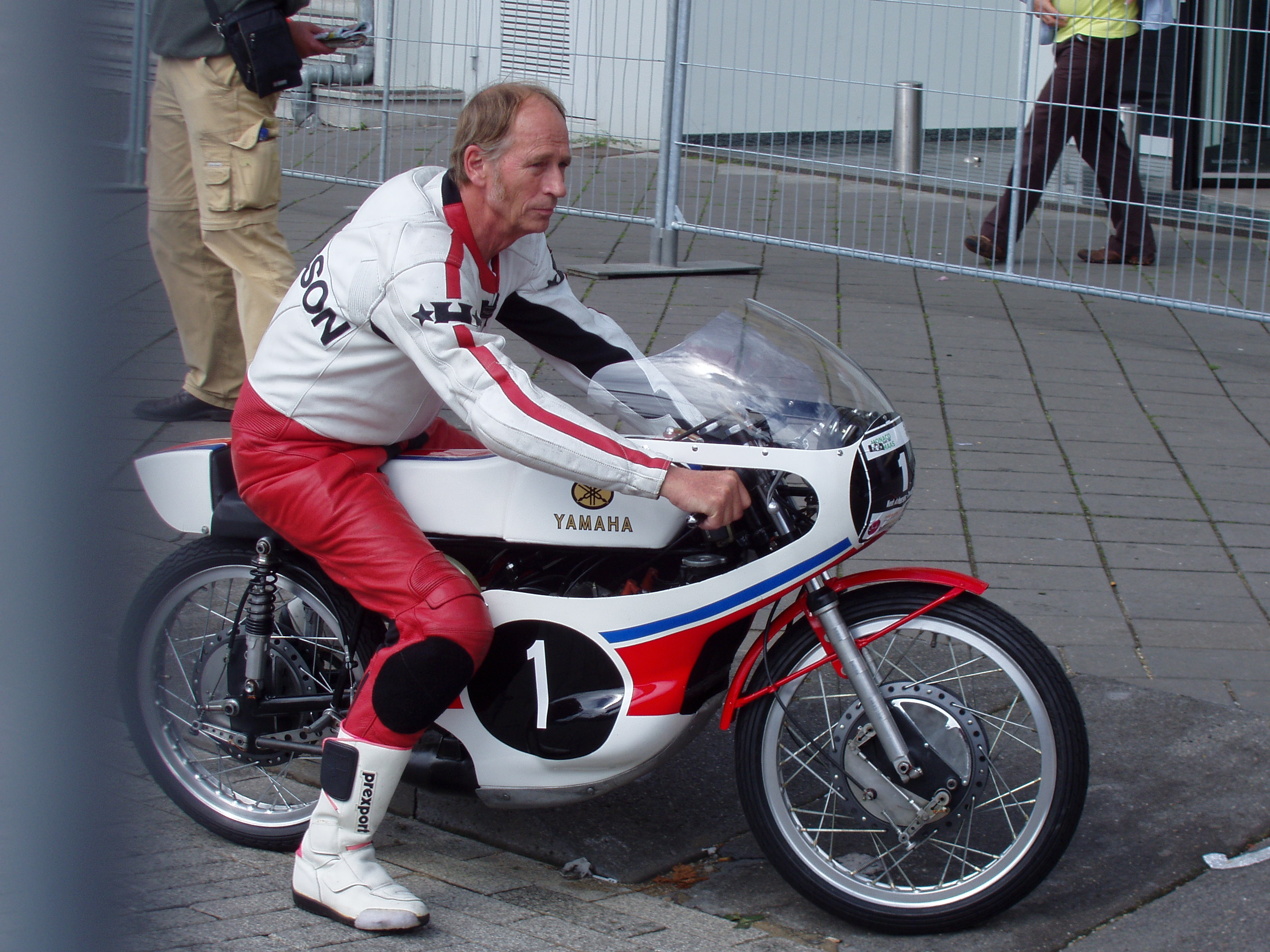
Kent Andersson 2005 auf Yamaha

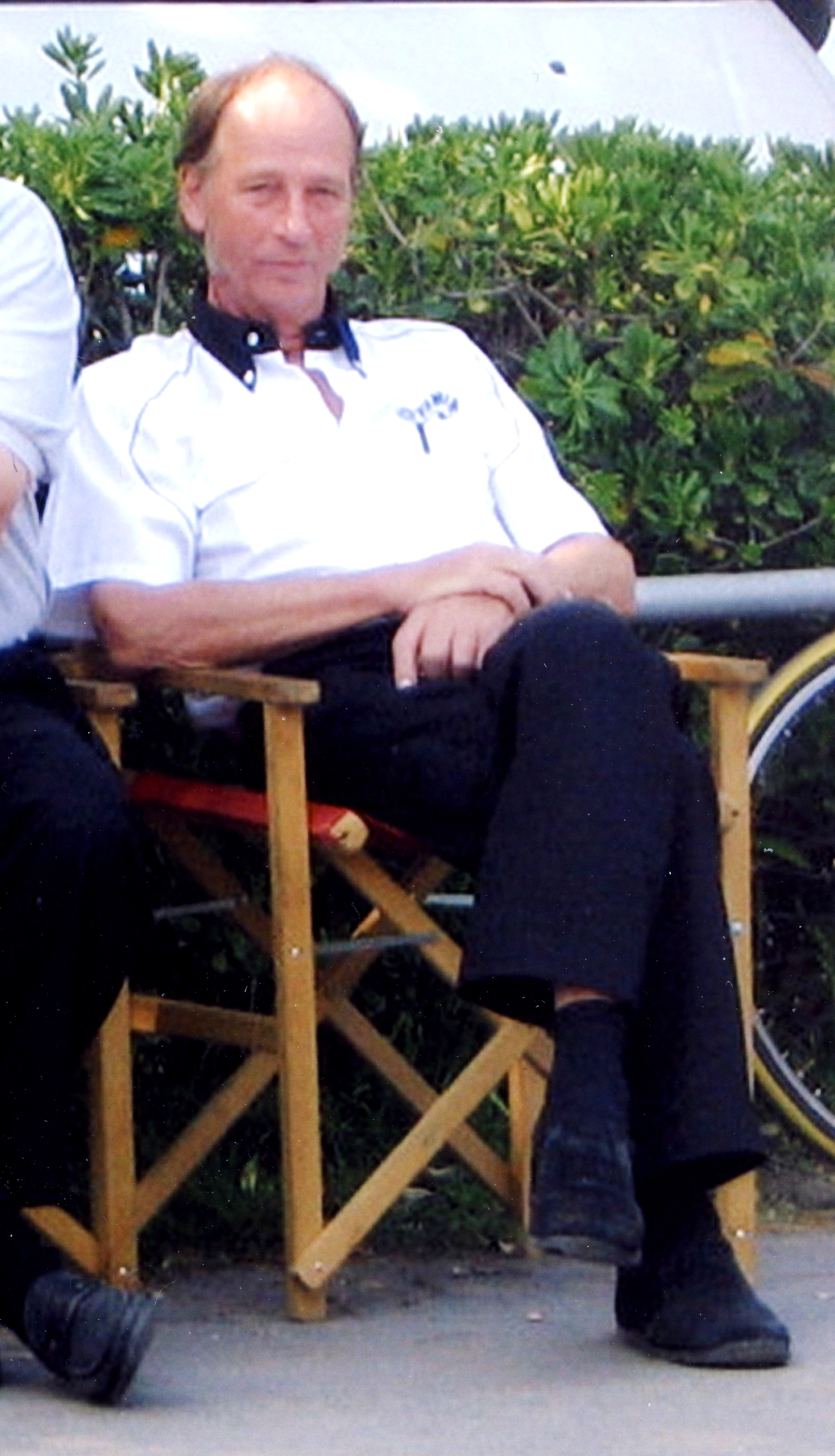
Kent Andersson 2005

Kent Andersson (* 1. August 1942 in Landvetter; † 29. August 2006) war ein schwedischer Motorradrennfahrer. Er startete überwiegend in den Klassen bis 125 cm³ und bis 250 cm³.

## Leben
Andersson fuhr seine ersten Rennen bereits im Alter von elf Jahren, mit 19 nahm er an Rennen 250er-Klasse auf einer Monark und später auf Bultaco teil. 1966 holte er sich seine ersten Grand-Prix-Punkte auf einer Husqvarna.
Andersson feierte 1969 seinen ersten großen Erfolg in der Klasse bis 250 cm³ der Motorrad-Weltmeisterschaft beim Großen Preis von Deutschland auf dem Hockenheimring. Er fuhr seine bedeutendsten Siege zwischen 1966 und 1975, insbesondere sein 18 Grand-Prix-Siege, auf Yamaha ein. Er holte sich 52 Podiumsplätze.
1969 wurde Kent Andersson Vize-Weltmeister in der 250er-Klasse hinter dem Australier Kel Carruthers. 1973 wurde er vor dem Briten Chas Mortimer und 1974 vor dem Schweizer Bruno Kneubühler 125er-Weltmeister.

## Erfolge
- 1969 – 250-cm³-Vize-Weltmeister auf Yamaha
- 1972 – 125-cm³-Vize-Weltmeister auf Yamaha
- 1973 – 125-cm³-Weltmeister auf Yamaha
- 1974 – 125-cm³-Weltmeister auf Yamaha
- 18 Grand-Prix-Siege